# ميت هالفورسن
ميت هالفورسن (بالنرويجية: Mette Halvorsen)‏ (و. 1965  م) هي لاعبة الكرلنغ نرويجية، ولدت في النرويج، شاركت في الألعاب الأولمبية الشتوية 1992.

## روابط خارجية
- ميت هالفورسن على موقع الاتحاد الدولي للكرلنغ (الإنجليزية)
- ميت هالفورسن على موقع اللجنة الأولمبية الدولية (الإنجليزية)
- ميت هالفورسن على موقع أوليمبيديا (الإنجليزية)